# Русакове
Русако́ве — село в Україні, в Синельниківському районі Дніпропетровської області. Входить до складу Миколаївської сільської громади. Населення становить 292 особи. До 2017 року орган місцевого самоврядування - Васильківська сільська рада.

## Історія
12 червня 2020 року, відповідно до розпорядження Кабінету Міністрів України № 709-р від «Про визначення адміністративних центрів та затвердження територій територіальних громад Дніпропетровської області», увійшло до складу Миколаївської сільської громади.
19 липня 2020 року, в результаті адміністративно-територіальної реформи та ліквідації  Петропавлівського району, село увійшло до складу новоутвореного Синельниківського району.

## Географія
Село Русакове знаходиться на відстані 1,5 км від села Кунінова і за 2,5 км від села Миколаївка.
По селу протікає пересихаючий струмок з загатою.

## Населення

### Мова
Розподіл населення за рідною мовою за даними перепису 2001 року:
| Мова            | Кількість | Відсоток |
| --------------- | --------- | -------- |
| українська      | 229       | 78.42%   |
| російська       | 61        | 20.10%   |
| білоруська      | 1         | 0.34%    |
| інші/не вказали | 1         | 0.34%    |
| Усього          | 292       | 100%     |